# القلب يذهب أخيرا
القلب يذهب أخيراً (بالإنجليزية: The Heart Goes Last)‏ هي رواية للكاتبة الكندية مارغريت آتوود، نشرت عام 2015، عن دار نشر ماكليلاند آند ستيوارت في كندا ونان إيه تاليز في الولايات المتحدة وبلومزبيري في المملكة المتحدة.

## روابط خارجية
- القلب يذهب أخيرا على موقع المكتبة المفتوحة (الإنجليزية)
- القلب يذهب أخيرا على موقع قاعدة بيانات الخيال العلمي على الإنترنت (الإنجليزية)